# Stazione di Casarsa
Stazione di Casarsa vasútállomás Olaszországban, Casarsa della Delizia településen.

## Vasútvonalak
Az állomást az alábbi vasútvonalak érintik:
- Velence–Udine-vasútvonal
- Casarsa–Portogruaro-vasútvonal
- Gemona del Friuli-Casarsa-vasútvonal

## Kapcsolódó állomások
A vasútállomáshoz az alábbi állomások vannak a legközelebb:
- Stazione di Cusano
- Stazione di Codroipo
- Stazione di San Giovanni di Casarsa
- Stazione di Valvasone